# Casamentera

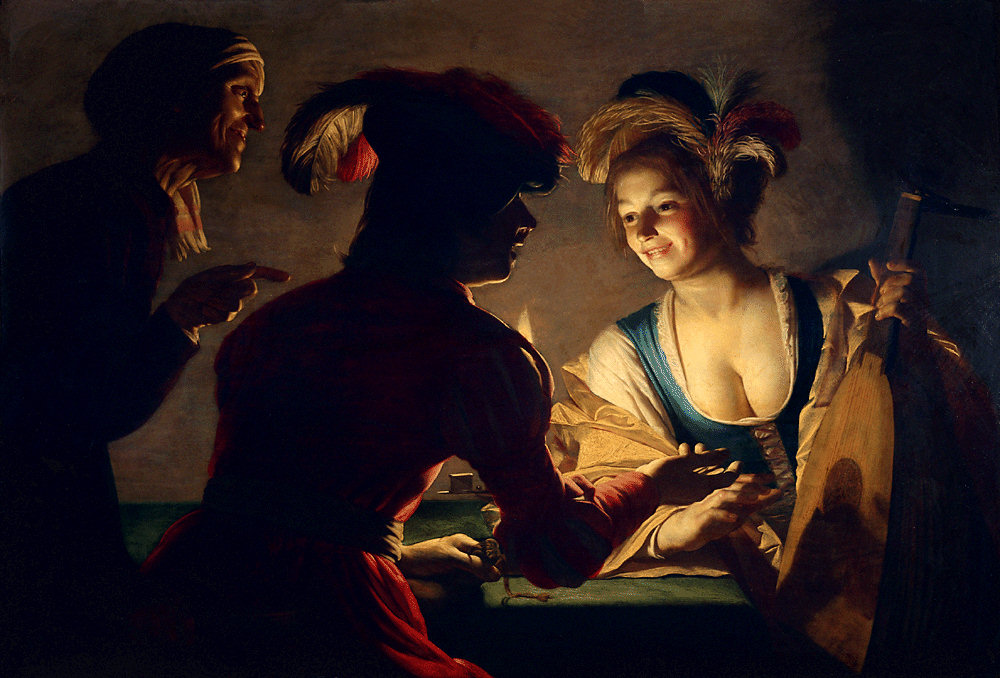
Gerard van Honthorst, La casamentera (1625).

Los términos casamentera, celestina, chaperona, shadjente (judía) y khattaba (musulmana) son los nombres que se dan a mujeres que tratan de lograr que dos personas se conozcan con el fin de producir la unión de una pareja con fines matrimoniales.
En la antigüedad era muy difícil que una mujer manifestara su deseo de casarse, su exposición podía desmerecerla como mujer ante la sociedad, por lo que las casamenteras eran las encargadas de encontrarle pareja.
Los seres humanos tienden a encontrar su pareja, en algunas ocasiones se recurre a personas que interesadamente o no, pueden oficiar de intermediarios para alcanzar el logro anhelado.

## Historia y actualidad
En la historia de la humanidad, entre otros, está La Celestina, personaje literario creado por Fernando de Rojas en el siglo XV, la que además de casamentera era partera y curandera.
El arte ha plasmado a la casamentera. Tal es la obra de Gerard van Honthorst, La casamentera (1625).
Se han creado agencias matrimoniales con la finalidad de hacer negocios con la unión de parejas. Estas agencias registran datos estadísticos y se encargan de contactar a personas solteras, de acuerdo con la edad y los estereotipos que determinan los interesados.
Se han realizado programas televisivos y radiales para producir el encuentro entre dos personas y crear un vínculo, a veces definitivo, y llegar con esto al matrimonio.
Intervienen otros oficios en esta práctica. La astrología asesora a personas sobre la conveniencia de una u otra persona para crear el vínculo conyugal.[cita requerida]
Internet oficia en este tema. Existen miles de páginas web que conllevan a los usuarios a buscar pareja.
En el 2019, el cineasta alemán Werner Herzog presentó el documental Family Romance LLC, donde describe los servicios que presta la empresa japonesa de ese nombre: entre otros, el de ofrecer una pareja falsa o un papá falso que actúa como acompañante de quien necesita ese vacío.

## Cultura
El tema forma parte de la cultura popular. Se han realizado obras teatrales y tiras cómicas.